# 김우수
김우수(1957년 5월 28일 ~ 2011년 9월 25일)는 중국집 배달원에서 버는 월 70만 원 중 일부 금액을 어린이들을 후원한 사실이 알려지면서 화제가 되었다. 2011년 9월 25일에 배달 도중 교통사고로 사망하였다. 하지만 《그것이 알고싶다》에 나왔듯이 이 죽음은 결코 당연한 죽음이 아닌 가난하고 힘없는 사람이었기 때문에 당한 죽음이라는 여론이 있다. 제때 제대로된 병원에서 치료를 받았다면 살 가능성이 있었다.

## 생애
1957년, 고아로 태어났다. 그는 방화범으로 교도소 수감 당시 소년소녀 가장들의 사연을 접하고 출옥 후 중국집 배달원으로 월 70만 원 중 일부 금액과 사후 4천만 원의 종신보험에 가입과 장기기증 서약 등에 어린이 재단에 후원하였다. 그러나 2011년 9월 25일 배달 도중 교통사고를 당해 55세의 나이로 사망했다. 고아로 장례가 갑작스레 문제가 되자 배우이자 초록우산 어린이 재단 회장이었던 최불암이 상주를 맡고 장례를 치렀다.
2012년 그의 이야기를 다룬 《철가방 우수씨》가 제작되었는데, 김우수 역의 최수종, 그리고 음악가 김태원, 작가 이외수, 디자이너 이상봉 등의 재능기부로 제작되면서 영화에 수익금의 모두 불우이웃돕기 성금으로 사용된다.

## 수상
- 2011년 제3회 대한민국 휴먼대상 희망나눔상
- 2011년 대통령표창[3]